# Frank Gerbode (chirurg)
Frank Leven Albert Gerbode (znany jako Frank Gerbode; ur. 3 lutego 1907 w Placerville, Kalifornia, zm. 6 grudnia 1984 w San Francisco, Kalifornia) – amerykański chirurg i kardiochirurg. Był innowatorem w kardiochirurgii. Założył Instytut Badań Medycznych i Instytut Badań Serca w California Pacific Medical Center. W 1954 przeprowadził pierwszą operację na otwartym sercu na zachód od Missisipi, podczas której zamknął ubytek międzyprzedsionkowy z użyciem sztucznego płuco-serca.

## Życiorys
Syn przedsiębiorcy budowlanego, otrzymał wczesną edukację w Placerville i Sacramento, zanim przeniósł się na Uniwersytet Stanforda, na którym w 1932 ukończył z wyróżnieniem fizjologię, a w 1936 uzyskał dyplom lekarza. Odbył roczny staż w Highland Hospital w Oakland w Kalifornii, a następnie przez rok był asystentem w zakładzie patologii na Uniwersytecie w Monachium. Powrócił do Stanford w 1937 i po ukończeniu rezydentury chirurgicznej w 1940 został poproszony o pozostanie, jako pracownik naukowo-dydaktyczny w zakresie chirurgii na uczelni.
Podczas II wojny światowej w 1942 w stopniu majora został wysłany do Afryki Północnej jako lekarz Korpusu Medycznego Armii Stanów Zjednoczonych 59 Szpitala Ewakuacyjnego. Ten „mobilny” szpital z 750 łóżkami służył w 6 głównych kampaniach armii podczas II wojny światowej, w tym w Afryce Północnej, na Sycylii, w Anzio, południowej Francji i Niemczech. W uznaniu za swoją służbę Gerbode został awansowany do stopnia podpułkownika i odznaczony 6 medalami.
Po powrocie do San Francisco zainspirowany zamknięciem przetrwałego przewodu tętniczego przez Grossa w 1938, skorygowaniem koarktacji aorty przez Crafoorda w 1944 oraz operacją Blalocka łagodzącą objawy sinicy w sinicznych wadach serca, wiele czasu spędzał w laboratorium, poznając podczas doświadczeń na zwierzętach układ krążenia, co dało mu podstawy w późniejszych operacjach na sercu z użyciem i bez użycia krążenia pozaustrojowego. W 1949 przyjął stanowisko profesora wizytującego w St. Bartholomew’s Hospital w Londynie, gdzie przeprowadził pierwszą operację przetrwałego przewodu tętniczego w tej instytucji oraz szereg innych operacji wrodzonych wad serca.
W 1950 powrócił na stanowisko profesora chirurgii w Stanford i rozpoczął prace eksperymentalne nad oksygenatorami i pompami krwi przeprowadzając ponad 300 zabiegów operacyjnych na otwartym sercu na zwierzętach. W 1954, we współpracy ze swoim kolegą dr. Johnem Osbornem, przy użyciu płuco-serca własnej konstrukcji, przeprowadził pierwszą chirurgiczną korektę ubytku przegrody międzyprzedsionkowej na otwartym sercu na zachód od Missisipi. Ta pionierska praca doprowadziła do kolejnego spostrzeżenia, które dziś uważa się za oczywiste: korzyści płynących z wielodyscyplinarnego podejścia do badań chirurgicznych. Był jednym z pierwszych w chirurgii, który zatrudnił inżyniera (z zamiłowaniem do medycyny) na oddziale chirurgii sercowo-naczyniowej. Zespół badawczy Gerbode’a, w tym inżynier M. L. Bramson, wniósł znaczący wkład w rozwój oksygenatora membranowego, wymiennika ciepła umożliwiającego chłodzenie i ponowne ogrzanie krwi oraz przewodów, które zmniejszyły obrażenia czerwonych krwinek i płytek krwi.
Podczas konfliktu koreańskiego w latach 1950–1953 Gerbode służył jako podpułkownik armii i konsultant chirurgiczny w Oak Knoll Naval Hospital w Oakland w Kalifornii, gdzie operował rannych z poważnymi urazami tętnic.
Po przeniesieniu Stanford Medical School do Palo Alto mimo ofert stanowisk kierowniczych pozostał w San Francisco i na terenie starego Szpitala Stanforda odegrał prominentną rolę w powstaniu w 1959 Instytutu Badań Medycznych w San Francisco (obecnie Medical Research Institute at Pacific Medical Center, San Francisco (MRI)). Jako dyrektor oddziału Instytutu Badań Serca w MRI, otrzymał fundusze z National Institutes of Health na badania i szkolenia. MRI stał się jednym z 10 największych prywatnych instytutów badawczych w kraju, a Gerbode pełnił funkcję prezesa przez 19 lat. Rozpoczął również program kliniczny w celu szkolenia chirurgów z różnych krajów w zakresie chirurgii sercowo-naczyniowej. Wielu z nich po powrocie do swoich krajów zostało szefami placówek chirurgii sercowo-naczyniowej.
Skomputeryzował monitorowanie pacjentów na oddziale intensywnej terapii, co umożliwiło prezentowanie na jednym monitorze ciśnienia krwi, tętna, utlenowania krwi tętniczej i czynność płuc. Projekt ten obejmował najwcześniejsze zastosowania komputerów w medycynie klinicznej; ciągły rozwój tego kierunku był głównym celem Gerbode’a przez resztę jego kariery.
W latach 60. i 70. XX w wykładał i demonstrował swoje techniki chirurgiczne w wielu krajach. Jednym z jego najważniejszych osiągnięć było stworzenie udanej wymiany naukowej Międzynarodowego Towarzystwa Chirurgii Sercowo-Naczyniowej. W 1972 został prezesem Amerykańskiego Stowarzyszenia Chirurgii Klatki Piersiowej, kierując organizacją w czasach coraz większego postępu w zakresie jej specjalizacji.
Po przejściu na emeryturę w 1980 nadal pełnił funkcję dyrektora Heart Research Institute i członka zarządu MRI, Pacific Medical Center i Gerbode Foundation. W wolnym czasie zajmował się fotografią, stolarstwem, żeglarstwem, narciarstwem, polowaniem na kaczki i malarstwem. Gerbode zmarł niespodziewanie 6 grudnia 1984.